# Campionatul Mondial de alergări pe șosea din 2006
Prima ediție a Campionatului Mondial de alergări pe șosea s-a desfășurat pe 8 octombrie 2006 la Debrețin, Ungaria. A înlocuit Campionatul Mondial de Semimaraton. Distanța a fost de 20 de kilometri. Au participat 140 de sportivi din 39 de țări.

## Rezultate

### Masculin
| Loc | Sportiv                   | Timp  |
| --- | ------------------------- | ----- |
| 1   | Zersenay Tadesse          | 56:01 |
| 2   | Robert Kipkorir Kipchumba | 56:41 |
| 3   | Wilson Kiprotich Kebenei  | 57:15 |
| 4   | Wilson Busienei           | 57:21 |
| 5   | Wilfred Kipkoech Taragon  | 57:22 |
| 6   | Deriba Merga              | 57:27 |
| 7   | Tadesse Tola              | 57:27 |
| 8   | Mubarak Hassan Shami      | 57:33 |
| 9   | Dieudonné Disi            | 57:42 |
| 10  | Yonas Kifle               | 57:49 |

| Loc | Țară                                                                                          | Timp                      |
| --- | --------------------------------------------------------------------------------------------- | ------------------------- |
|     | Kenya Robert Kipkorir Kipchumba (2) Wilson Kiprotich Kebenei (3) Wilfred Kipkoech Taragon (5) | 2:51:18 56:41 57:15 57:22 |
|     | Eritreea Zersenay Tadese (1) Yonas Kifle (10) Tesfayohannes Mesfin (21)                       | 2:53:19 56:01 57:49 59:29 |
|     | Etiopia Deriba Merga (6) Tadese Tola (7) Demssew Tsega (20)                                   | 2:54:17 57:27 59:23       |

### Feminin
| Loc   | Sportivă                 | Timp    |
| ----- | ------------------------ | ------- |
| 1     | Lornah Kiplagat          | 1:03:21 |
| 2     | Constantina Diță-Tomescu | 1:03:23 |
| 3     | Rita Sitienei Jeptoo     | 1:03:47 |
| 4     | Dire Tune                | 1:05:16 |
| 5     | Edith Masai              | 1:05:21 |
| 6     | Kayoko Fukushi           | 1:05:32 |
| 7     | Yurika Nakamura          | 1:05:36 |
| 8     | Natalia Berkut           | 1:05:42 |
| 9     | Souad Aït Salem          | 1:06:11 |
| 10    | Teyba Erkesso            | 1:06:15 |
| [...] |                          |         |
| 16    | Luminița Talpoș          | 1:07:11 |
| 28    | Lidia Șimon              | 1:09:22 |
| 29    | Adriana Pirtea           | 1:09:30 |
| 33    | Paula Todoran            | 1:09:57 |

| Loc   | Țară                                                                             | Timp                            |
| ----- | -------------------------------------------------------------------------------- | ------------------------------- |
|       | Kenya Rita Jeptoo Sitienei (3) Edith Masai (5) Eunice Jepkorir (14)              | 3:15:55 1:03:47 1:05:21 1:06:47 |
|       | Etiopia Dire Tune (4) Teyba Erkesso (10) Ashu Kasim (17)                         | 3:18:50 1:05:16 1:06:15 1:07:19 |
|       | Japonia Kayoko Fukushi (6) Yurika Nakamura (7) Ryōko Kizaki (19)                 | 3:19:00 1:05:32 1:05:36 1:07:52 |
| [...] |                                                                                  |                                 |
| 4     | România · Constantina Diță-Tomescu (2) · Luminița Talpoș (16) · Lidia Șimon (28) | 3:19:56 1:03:23 1:07:11 1:09:22 |

## Clasament pe medalii
| Loc   | Țară          | Aur | Argint | Bronz | Total |
| ----- | ------------- | --- | ------ | ----- | ----- |
| 1     | Kenya         | 2   | 1      | 2     | 5     |
| 2     | Eritreea      | 1   | 1      | 0     | 2     |
| 3     | Țările de Jos | 1   | 0      | 0     | 1     |
| 4     | Etiopia       | 0   | 1      | 1     | 2     |
| 5     | România       | 0   | 1      | 0     | 1     |
| 6     | Japonia       | 0   | 0      | 1     | 1     |
| Total | Total         | 4   | 4      | 4     | 12    |